# Ново-Григорьевская волость (Верхнеднепровский уезд)
Ново-Григоровская волость — административно-территориальная единица Верхнеднепровского уезда Екатеринославской губернии.
Образована после 1886 года.
Наибольшее поселение волости:
- Новогригоровка (вместе с посёлком Козинка) — 523 дворовых хозяйства, в которых проживало 4228 человек (2822 мужского пола и 1406 женского)[1].